# Trud

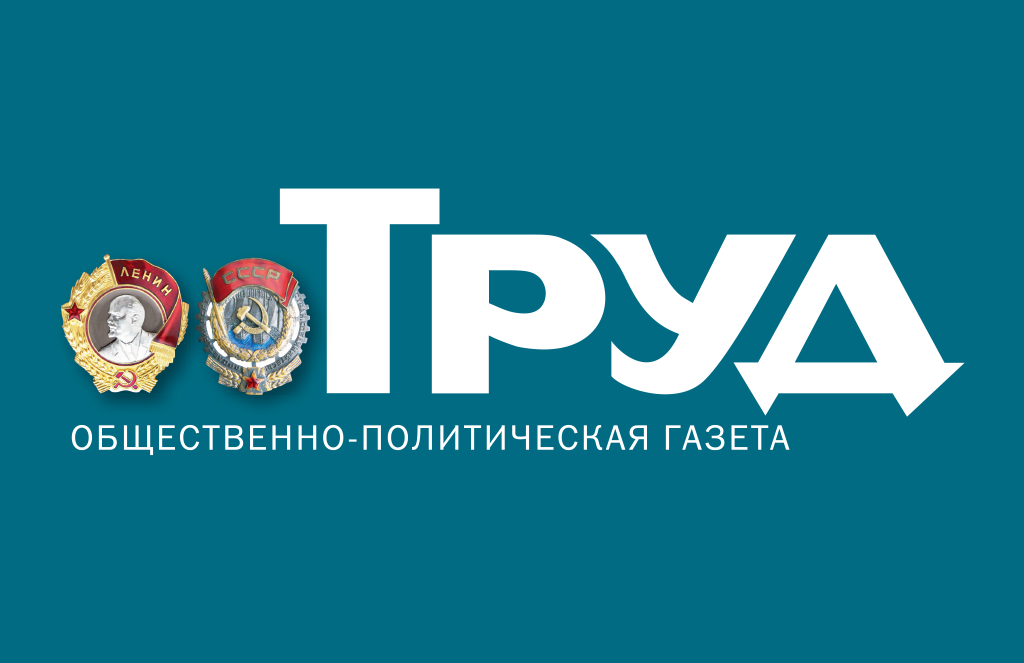
logo

Trud (Tpyд trong tiếng Nga, có nghĩa là "lao động") là nhật báo có số lưu hành lớn nhất của Nga. Đây là tờ báo trung lập thuộc sở hữu phần lớn của Gazprom.
Tờ báo này đã được thành lập ngày 19 tháng 2 năm 1921 làm cơ quan ngôn luận của Liên hiệp Lao động Sô Viết. Đến năm 1990, nó có số lượng lưu hành lớn nhất thế giới (21.500.000), và đã được ghi vào Sách Kỷ lục Guinness. Sau khi Liên Xô tan rã, tờ báo này đã mất nhiều độc giả. Đến năm 2007, tờ này còn số lượng lưu hành 1.580.000.